# Гагенмейстеры
Гагенмейстеры (пол. Hagenmeister) — дворянский род.
Происходит от Генриха Иоахима Гагенмейстера Капитана Императорско-Российских войск, которому постановлением Сейма 1768 года пожалованы дворянские права и преимущества.

## Описание герба
В рассечённом щите в правом красном поле серебряные ножницы для стрижки овец концами вверх, левое поле шестикратно пересечено на серебро и зелень.
В нашлемнике два серебряных орлиных крыла; на каждом по три зелёных бруска. Намёт с правой стороны щита зелёный, а с левой красный, оба с серебряным подбоем. Герб Гаген (употребляют: Гагенмейстеры) внесён в Часть 2 Гербовника дворянских родов Царства Польского, стр. 123.

## Представители
- Гагенмейстер, Владимир Николаевич (Карл-Рихард Гагенмейстер) (1887—1938) — украинский[1] живописец, график, иллюстратор, педагог, искусствовед, издатель.